# 金库村

## 簡介
金庫村位於中華人民共和國廣東省肇慶市高要區新橋鎮管轄的一條行政村，由金庫村委會管理，金庫村委會擁有1800畝的田地，有650畝的魚塘，有三間養雞場。金庫村為陳姓，村民大約有2445人。金庫村與布塘村、道悅村、赤坎村、沙田村、廣塘村、坭塘村、灣邊村、珠江村、長湖村這九條村相鄰。

## 設施
- 2個公共厠所；
- 一家【陳氏大宗祠】；
- 一家酒堂；
- 一個魚塘；
- 740户住房；

## 歷史
- 明末清初；金庫村建村。

- 1991年；陳氏大宗祠進行重建工程。

## 近代名人
- 陳澤仁先生-來自金庫村的著名書法家[2]